# Atari-Go
El Atari-Go o Capture Go es una variante del Go. Fue creada por Yasuda Yasutoshi, un jugador octavo dan profesional con gran actividad en la enseñanza del Go a niños y adultos.
La variante se juega igual que el Go original, pero, a diferencia de este, el primer jugador en realizar una captura es quien gana. Debido a esto, no es necesario explicar reglas como el ko o conceptos como vida y muerte.
Esta modalidad del juego tiene la ventaja de que las reglas pueden ser aprendidas en pocos minutos, y que dos principiantes pueden jugarla sin complicaciones, de modo que un maestro del juego puede instruir grupos de varias personas simultáneamente. Luego de que el principiante ha obtenido un cierto nivel de juego, se puede empezar a enseñarle paulatinamente las demás reglas del Go completo.